# Rio Chişindia
O Chișindia é um rio da Romênia, afluente do Crișul Alb e localizado no distrito de Arad.